# Dolichoneura foveata
Dolichoneura foveata là một loài bướm đêm trong họ Geometridae.